# 小行星5278
小行星5278（英語：5278 Polly）是一颗围绕太阳公转的小行星。1988年3月12日，埃莉諾·赫琳在帕洛马山发现了此天体。
这颗小行星的绝对星等为305.85131等。